# Yoshiko Kusuda
Yoshiko Kusuda (楠田芳子, Kusuda Yoshiko), née le 12 mars 1924 et morte le 3 décembre 2013, est une scénariste japonaise.

## Biographie
Yoshiko Kusuda fait ses études à l'université pour femmes Jissen. Elle a écrit 19 scénarios entre 1954 et 1973.
Elle s'est mariée au directeur de la photographie Hiroshi Kusuda (ja). Elle est également la sœur du réalisateur Keisuke Kinoshita et du compositeur Chūji Kinoshita (ja).

## Filmographie
Sauf indication contraire, la filmographie de Yoshiko Kusuda est établie à partir de la base de données JMDb.
- 1954 : Quelque part sous le ciel immense (この広い空のどこかに, Kono hiroi sora no dokoka ni?) de Masaki Kobayashi
- 1955 : Mama yoko o muitete (ママ横をむいてて?) de Manao Horiuchi
- 1956 : Nuages au crépuscule (夕やけ雲, Yūyake-gumo?) de Keisuke Kinoshita
- 1956 : Namida (涙?) de Yoshirō Kawazu
- 1958 : Futari dake no hashi (二人だけの橋?) de Seiji Maruyama
- 1958 : Aozora yo itsu made mo (青空よいつまでも?) de Yoshirō Kawazu
- 1958 : No o kakeru shōjo (野を駈ける少女?) de Kazuo Inoue (ja)
- 1959 : Mi imada aoshi (実いまだ青し?) de Yōichi Ushihara
- 1959 : Hahakogusa (母子草?) de Sō Yamamura
- 1959 : Kaze no naka no hitomi (風の中の瞳?) de Yoshirō Kawazu
- 1961 : Wakai namida o fukitobase (若い涙を吹きとばせ?) de Tsuneo Kobayashi (ja)
- 1961 : Kokyō wa midori nariki (故郷は緑なりき?) de Shinji Murayama (ja)
- 1961 : Mama ouchi ga moeteru no (ママおうちが燃えてるの?) de Yoshirō Kawazu
- 1962 : Jun'ai monogatari: Kusa no mi (純愛物語 草の実?) de Shinji Murayama (ja)
- 1962 : Bokuchin hōrōki (僕チン放浪記?) de Yoshikazu Ōtsuki (ja)
- 1962 : Kā-chan nagaiki shitene (かあちゃん長生きしてね?) de Yoshirō Kawazu
- 1963 : Kaze no shisen (風の視線?) de Yoshirō Kawazu
- 1965 : Ane to imōto (あねといもうと?) de Yoshirō Kawazu
- 1973 : Shiokari tōge (塩狩峠?) de Noboru Nakamura